# Liste der Bürgermeister von Pirmasens
Die Liste der Bürgermeister von Pirmasens umfasst alle Bürgermeister, die seit 1769 die Stadt Pirmasens regierten.
| Bürgermeister             | Amtszeit  |
| ------------------------- | --------- |
| Johann Heinrich Schneider | 1769–1788 |
| Samuel Kull               | 1788–1793 |
| Christian Diehl           | 1793–1795 |
| Karl Friedrich Rink       | 1795–1796 |
| Johann Karl Gäckler       | 1796–1799 |
| Gottfried Wilhelm Faul    | 1799–1819 |
| Nikolaus Kleinkopf        | 1819–1832 |
| Christian Bruch           | 1832–1850 |
| Gustav L. Diehl           | 1851–1868 |
| Friedrich Greiner         | 1868–1874 |
| Franz Breith              | 1874–1884 |

| Bürgermeister          | Amtszeit  |
| ---------------------- | --------- |
| Christian König        | 1885–1896 |
| Ludwig König sen.      | 1896–1905 |
| Otto Strobel (NLP/DVP) | 1905–1934 |
| Rudolf Ramm (NSDAP)    | 1934–1937 |
| Emil Gauer (NSDAP)     | 1937–1945 |
| Jakob Schunk (SPD)     | 1945–1967 |
| Karl Rheinwalt (SPD)   | 1967–1993 |
| Robert Schelp (SPD)    | 1994–1998 |
| Joseph Krekeler (CDU)  | 1999–2003 |
| Bernhard Matheis (CDU) | 2003–2019 |
| Markus Zwick (CDU)     | 2019–0000 |